# Комаягуа (департамент)
Комая́гуа (ісп. Comayagua) — один з 18 департаментів Гондурасу. Знаходиться в центральній частині країни. Межує з департаментами Франсиско Морасан, Ла-Пас, Інтібука, Санта-Барбара, Кортес і Йоро.
Адміністративний центр — місто Комаягуа.
Площа — 5196 км².
Населення — 453 100 осіб. (2011)
Утворений в 1825 році.

## Муніципалітети
В адміністративному відношенні департамент підрозділяється на 21 муніципалітет:
1. Ахутеріке
2. Вілья-де-Сан-Антоніо
3. Комаягуа
4. Ель-Росаріо
5. Ескіяс
6. Ла-Лібертад
7. Ла-Тринідад
8. Лас-Лахас
9. Ламані
10. Лехамані
11. Меамбар
12. Мінас-де-Оро
13. Охо-де-Агуа
14. Сан-Херонімо
15. Сан-Хосе-де-Комаягуа
16. Сан-Хосе-дель-Потреро
17. Сан-Луїс
18. Сан-Себастьян
19. Сигуатепеке
20. Умуйя
21. Таулабе

| Гондурас | Це незавершена стаття з географії Гондурасу. Ви можете допомогти проєкту, виправивши або дописавши її. |